# Marchkopf
Le Marchkopf est une montagne qui s’élève à 2 499 m d’altitude dans les Alpes de Tux, en Autriche.